# Joods Kindermonument (Rotterdam)
Le Joods Kindermonument (en français, le monument des enfants juifs) est un monument de la commune de Rotterdam, dans la province néerlandaise de Hollande-Méridionale, conçu pour commémorer l'arrestation et la déportation de 686 enfants juifs de la ville, en 1942 et 1943. Il s'agit d'un demi-cercle sur lequel le nom de chaque enfant déporté est inscrit. Il est conçu par l'architecte néerlandais Wim Quist et a été inauguré le 10 avril 2013.

## Histoire
Durant la Seconde Guerre mondiale, les habitants juifs de Rotterdam, comme partout en Europe à la même époque, sont victimes de discriminations, puis, à partir de juillet 1942, d'arrestations et de déportations de masse, vers les camps de concentration. Les personnes sont arrêtées et rassemblées dans un ancien entrepôt, situé sur l'actuel site Loods 24. Au total, 15 000 personnes sont déportées en partance de ce site. Parmi elles se trouvent 686 enfants rotterdamois, âgés de un mois à douze ans. Adultes et enfants sont déportés, en train, vers les camps de concentration, à destination du camp de transit Westerbork dans la province de Drenthe et ensuite, pour la plupart d'entre eux, vers les camps d'Auschwitz ou de Sobibor où ils sont assassinés.

## Commémoration et monument

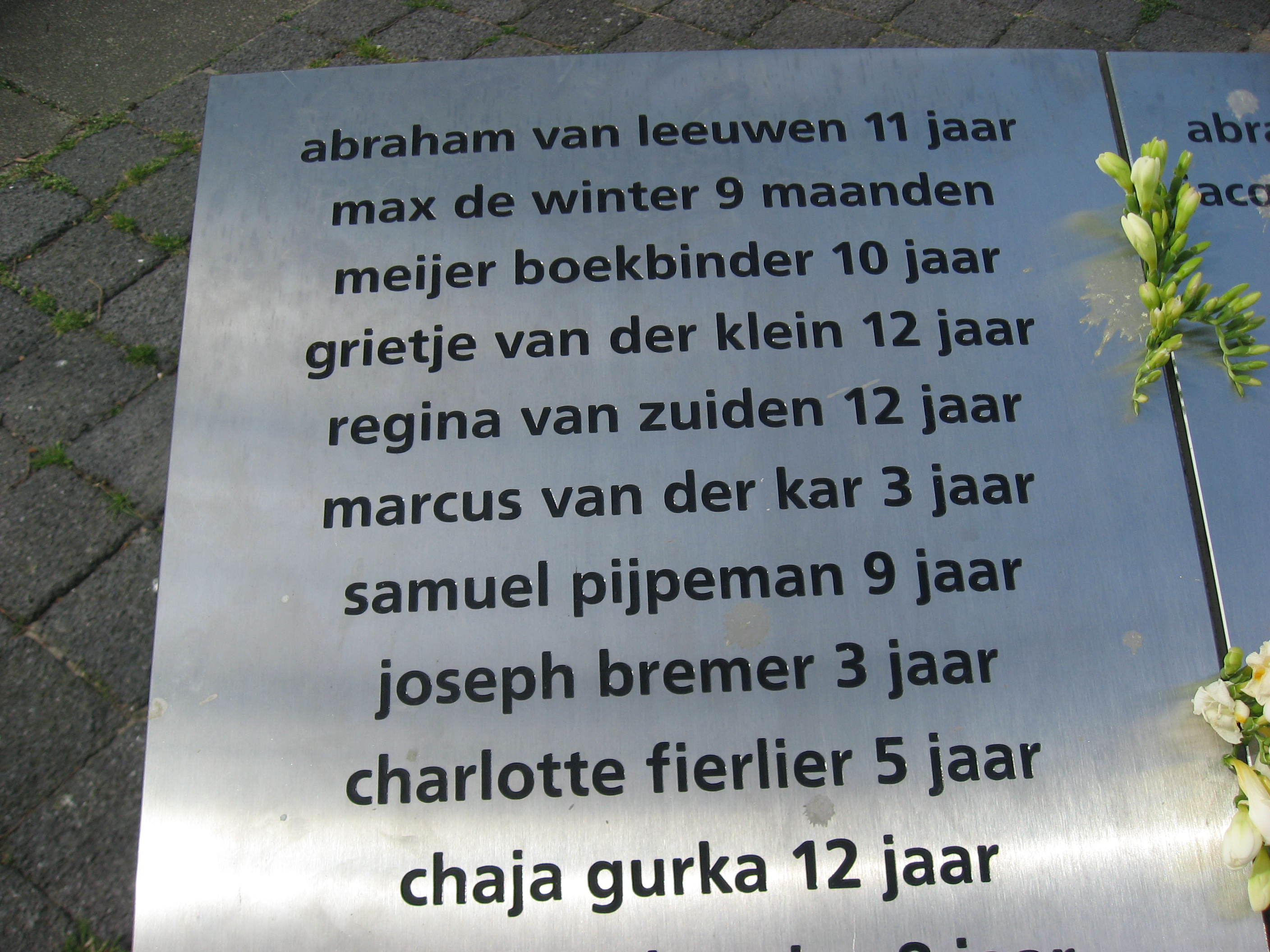
Les noms et l'âge des 686 enfants sont inscrits sur le monument.

Un mur d'un bâtiment voisin de l'époque, situé sur rue Stieltjesstraat, sert de monument commémoratif qui rappelle aujourd'hui le lieu où ce voyage a commencé. La fondation Loods 24 en Joods kindermonument a pris l'initiative de rechercher les noms des victimes, en fouillant les archives de la ville. Ils ont décidé de faire inscrire les noms de tous les enfants âgés de moins de 12 ans sur un monument situé à proximité de ce mur.
L'architecte néerlandais Wim Quist a réalisé l'ouvrage qui a été inauguré le 10 avril 2013 par le bourgmestre, Ahmed Aboutaleb.
Chaque année, à la date anniversaire du 30 juillet, une cérémonie commémore le départ du premier train de déportés, devant le Kindermonument et le mur, pour se souvenir des personnes déportées depuis Loods 24. 

Le Joods Kindermonument
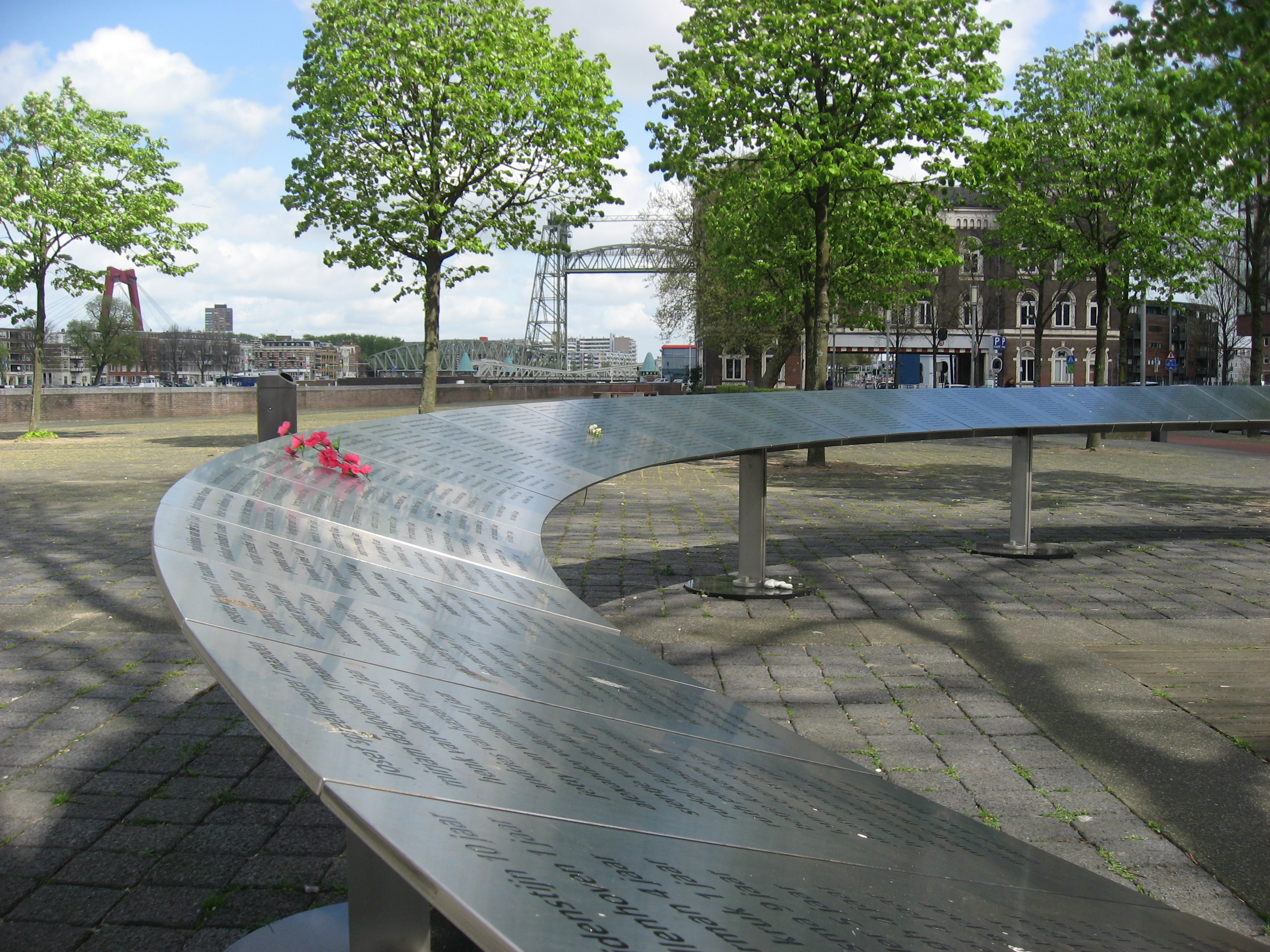
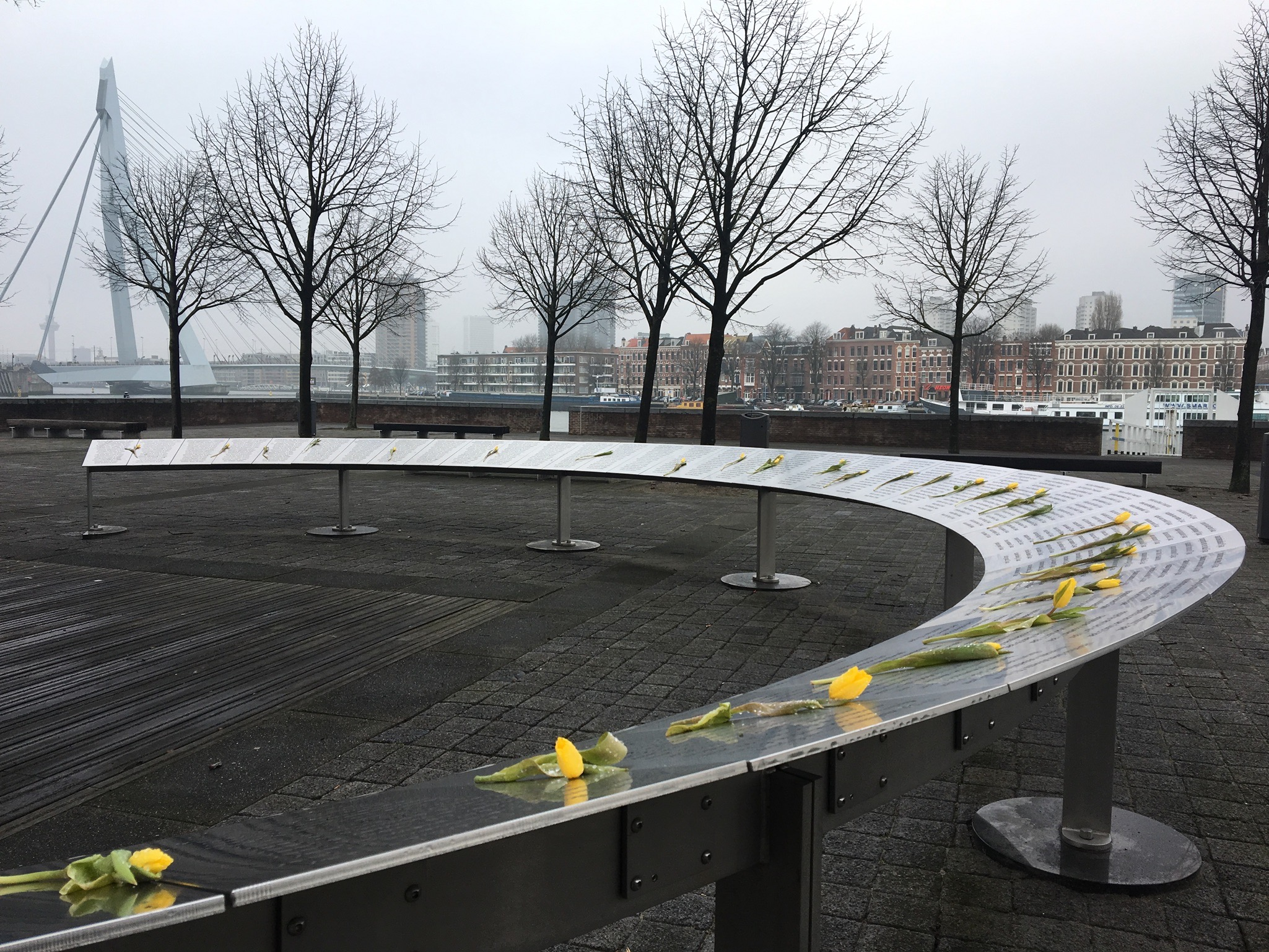
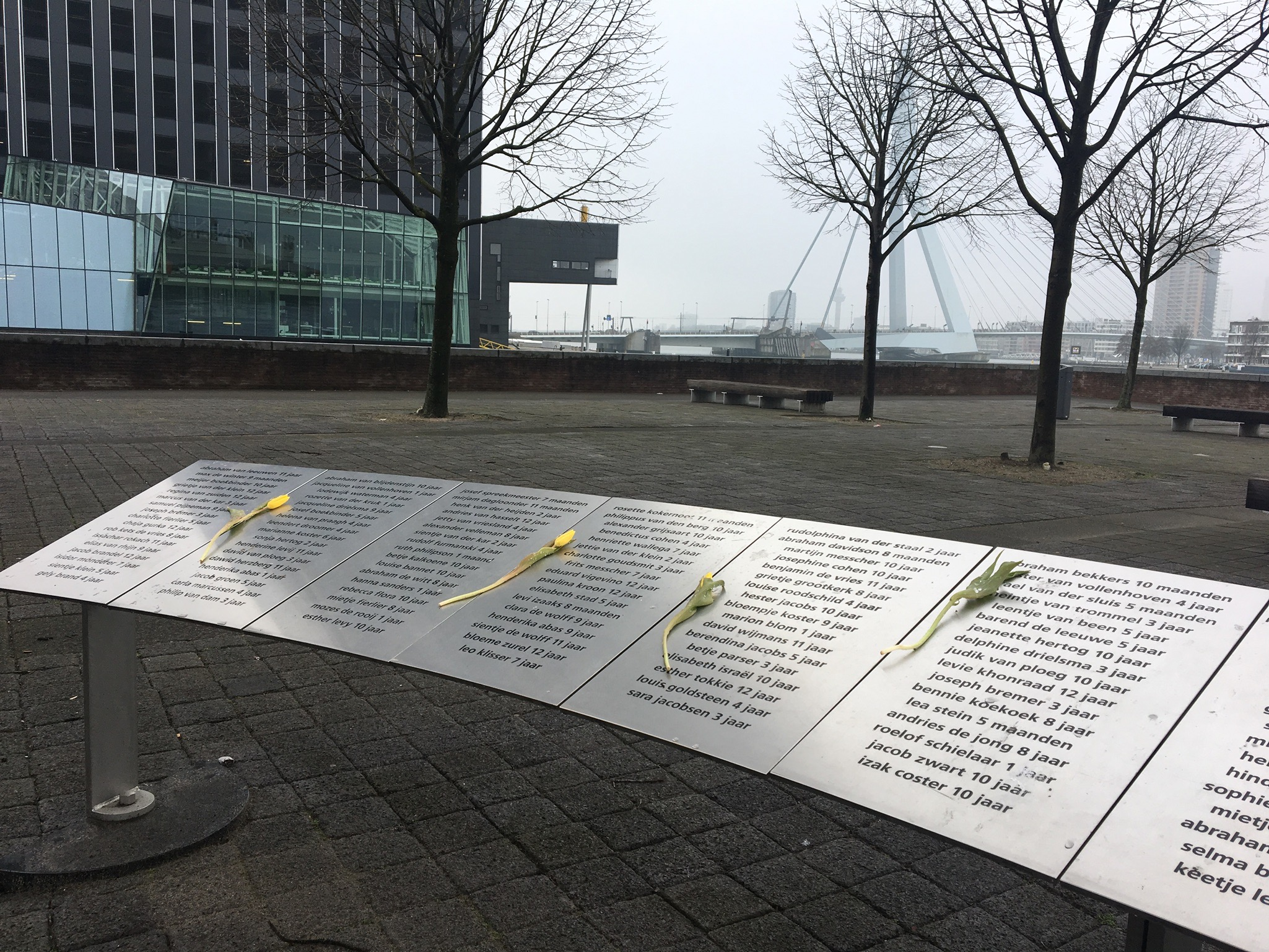
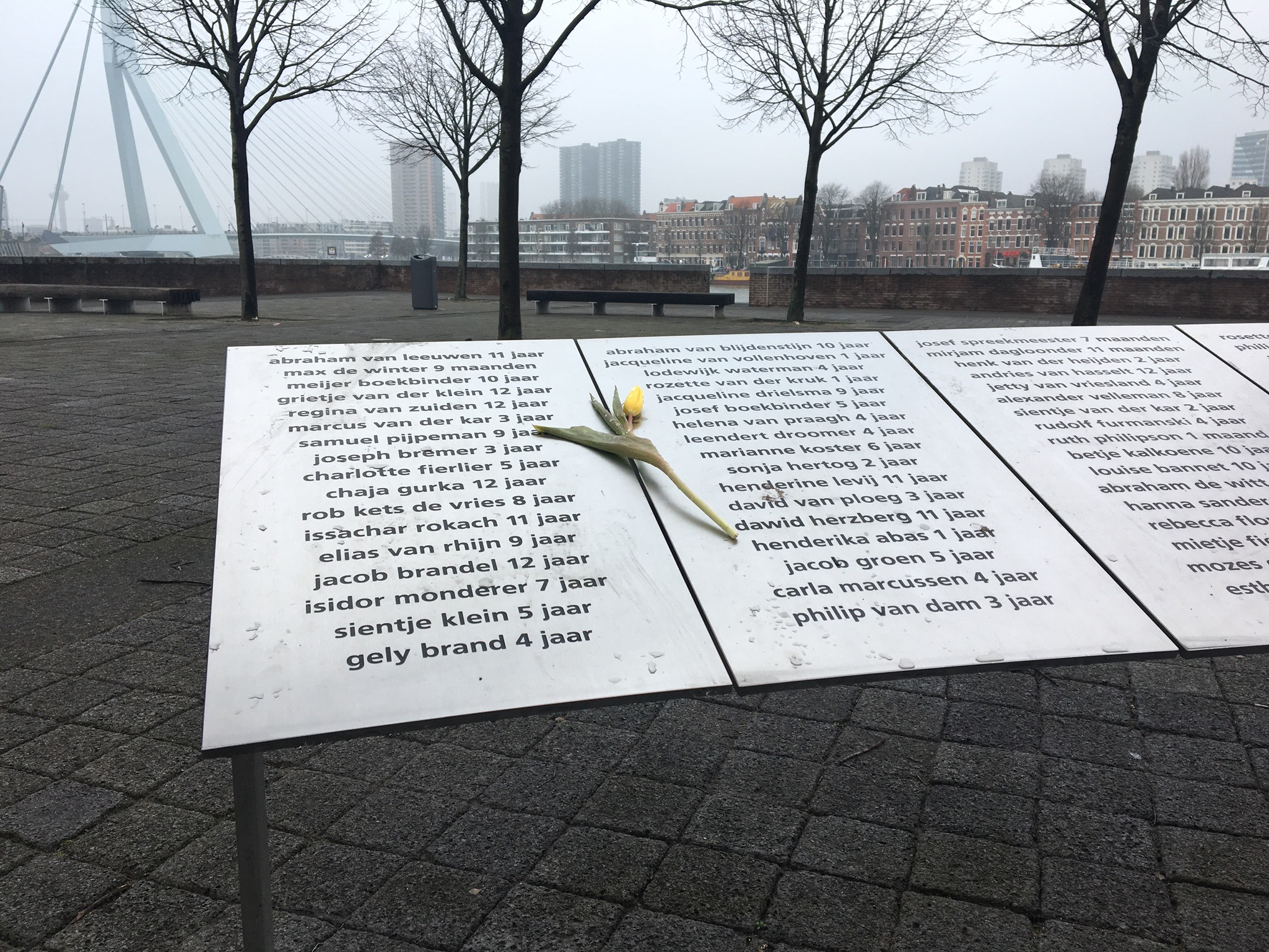